# Diga di Okutadami
La diga di Okutadami (奥只見ダム?, Okutadami damu) è una diga a gravità in calcestruzzo sul fiume Tadami, 26 km a est di Uonuma, sul confine tra le prefetture di Niigata e Fukushima, in Giappone. Lo scopo primario della diga è la produzione di energia idroelettrica; essa sostiene una centrale idroelettrica da 560 MW che è la più grande centrale idroelettrica del Giappone. La diga forma anche il secondo bacino più grande del Giappone, accanto a quello della diga di Tokuyama.

## Antefatto
La costruzione della diga iniziò nel 1961 e la sua originaria centrale idroelettrica da 360 MW fu messa in funzione il 2 dicembre 1960. Il resto del progetto fu completato nel 1961. Tra il 1999 e il 2003, la centrale idroelettrica fu espansa, aggiungendo 200 MW alla capacità installata. In aggiunta, fu aggiunto un generatore da 2,7 MW per assicurare un flusso di 2,5 m3/s a valle per fini ambientali. Insieme al potenziamento della stessa centrale idroelettrica, fu aggiunto un secondo generatore con turbine Kaplan alla centrale idroelettrica della diga di Otori, alta 83 m e posta a valle a 37°12′53″N 139°12′50″E. Questo generatore ha una capacità di 87 MW in aggiunta all'unità da 95 MW esistente, per una capacità installata di 182 MW.

## Progetto
La diga di Okutadami è una diga a gravità in calcestruzzo alta 157 m e lunga 475 m, con un volume strutturale di 1.636.000 m3. Poggiata all'imbocco di un bacino irrigato di 595 km2, la diga crea un invaso con una capacità di 601.000.000 m3, di cui 458.000.000 m3 sono di immagazzinamento attivo (o "utile"). L'invaso ha una superficie di 1.150 ha. La centrale elettrica è sotterranea e ubicata sulla riva destra del fiume accanto alla spalla della diga. Essa consiste di due caverne sotterranee, una per centrale elettrica originaria e un'altra adiacente per l'espansione. Dopo essere stata ricevuta dalla presa della diga, l'acqua fornita all'impianto originario scende lungo tre condotte forzate per 185–189 m di lunghezza prima di raggiungere un generatore singolo con una turbina Francis da 120 MW. Il generatore con la turbina Francis da 200 MW riceve acqua mediante una condotta forzata lunga 280 m. Dopo che l'acqua è stata trattata attraverso i generatori, scende lungo due gallerie del canale di scarico prima di essere scaricata oltre 3 km a valle presso il bordo a monte del bacino di Otori.